# Toru Taniguchi
Toru Taniguchi (Nara, 10 februari 1968) was in 2007 en 2008 de beste Japanse golfer. Hij heeft op de wereldranglijst een paar keer in de top-100 gestaan.
Taniguchi werd in 1882 professional en speelde op de Japan Golf Tour, waar hij achttien toernooien won.
In 2012 speelt hij voor de achtste keer in het US Open, waar hij zich alleen in 2010 voor de laatste twee rondes kwalificeerde. 

## Gewonnen
Japan Golf Tour
- 1998: Mitsubishi Galant Tournament
- 2000: Acom International, Philip Morris Championship
- 2002: Token Corporation Cup, Tamanoi Yomiuri Open, Acom International, Georgia Tokai Classic
- 2004: Japan Open, Bridgestone Open
- 2005: Casio World Open
- 2006: The Golf Tournament in Omaezaki
- 2007: Woodone Open Hiroshima, Nagashima Shigeo Invitational Sega Sammy Cup, Japan Open
- 2009: ANA Open
- 2010: Japan PGA Championship Nissin Cupnoodle Cup
- 2011: Bridgestone Open
- 2012: Japan PGA Championship Nissin Cupnoodle Cup, Bridgestone Open

## Teams
- Royal Trophy: 2007, 2009 (winnaars)
- World Cup: 2008